# Aegypt (Siemianowice Śląskie)
Aegypt, Egipt – kolonia domów robotniczych znajdująca się na terenie Siemianowic Śląskich, przy ulicy Jarosława Dąbrowskiego 2-12 w dzielnicy Centrum, w sąsiedztwie linii kolejowej nr 161 i targowiska miejskiego. Zabudowa kolonii wpisana jest ujęta w gminnej ewidencji zabytków miasta Siemianowic Śląskich.
Jest to jedna z najstarszych kolonii robotniczych na terenie miasta, powstała około 1880 roku dla pracowników kopalni „Richter” (później Siemianowice). Na kolonię składają się jednakowe budynki wybudowane z czerwonej cegły, z wejściem pośrodku i sienią. Pierwotnie w każdym z tych budynków znajdowały się po cztery mieszkania, wyposażone w pokój i kuchnię. Część poddasza w budynkach też została zagospodarowana – znajdowały się tam pierwotnie mieszkania dla nieżonatych górników.  Za każdym budynkiem powstały ogródki, które sięgały torów kolejowych. Kolonia ta zachowała się do dziś w prawie niezmienionym kształcie. Nieco inny od pozostałych jest dom przy ul. J. Dąbrowskiego 2, posiadający dwie kondygnacje. Kolonia ma charakter ulicówki , utworzony przez domy stojące w szeregu.
Nie ustalono nazwisk projektantów budynków, wchodzących w skład kolonii, jednak najpewniej zaprojektowali je inżynierowie kopalni „Richter”.